# Tölgyesalja
Tölgyesalja (1899-ig Zádubnje, szlovákul: Zádubnie) Zsolna városrésze, egykor önálló község Szlovákiában, a Zsolnai kerületben, a Zsolnai járásban.

## Fekvése
Zsolna központjától 2 km-re északkeletre fekszik.

## Története

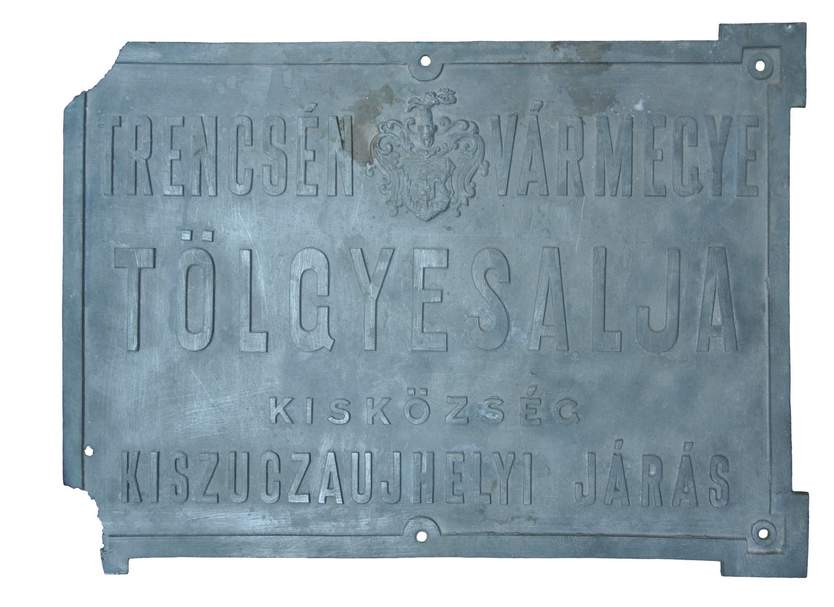
Tölgyesalja helységnévtáblája az 1900-as évek elejéről (Orosz Örs gyűjteményéből)

A települést 1438-ban „Zadubnye” néven említik először, a budatíni váruradalomhoz tartozott. A régi falu eredetileg a Dubeny hegy lejtőjén épült, később házai a budatíni útig terjeszkedtek. 1784-ben 205 lakosa volt.
A 18. század végén Vályi András így ír róla: „ZADUBNIE. Tót falu Trentsén Várm. földes Ura Gr. Szúnyog Uraság, fekszik Brodnóhoz közel, és annak filiája; földgye középszerű, legelője szoros.”
Fényes Elek 1851-ben kiadott geográfiai szótárában így ír a faluról: „Zadubnye, Trencsén vm. tót falu, Budetin mellett: 264 kath. lak., s ugyan oda tartozik.”
1910-ben 307, túlnyomórészt szlovák lakosa volt. A trianoni békéig Trencsén vármegye Kiszucaújhelyi járásához tartozott.
1980-ban csatolták Zsolnához, ekkor 746 lakosa volt.

## Nevezetességei
- A városrész kápolnája.

## Külső hivatkozások
- Tölgyesalja Szlovákia térképén
- Képek a településről